# Giro d'onore
Nell'automobilismo e nel motociclismo, la locuzione giro d'onore (o a volte giro della vittoria) indica l'ulteriore giro di pista che il pilota vincitore compie al termine della gara. Questo giro in più, eseguito a velocità ridotta, consente al pilota di festeggiare la vittoria e consente al pubblico di rendere omaggio e di congratularsi con lui. Spesso, in Formula 1, i commissari di pista usano sventolare le bandiere nel cosiddetto "saluto della FIA", un gesto che negli U.S.A. è noto anche come "Monkey Dance" (lett., "il ballo della scimmia"). Non di rado i piloti rispondono salutando con la mano o (soprattutto nei campionati NASCAR) sventolando la bandiera a scacchi che viene loro consegnata sul traguardo.
Il giro d'onore può diventare pericoloso per i piloti quando i tifosi scendono sulla pista oltrepassando le recinzioni di sicurezza che in molti autodromi possono essere facilmente scavalcate.

## Formula 1

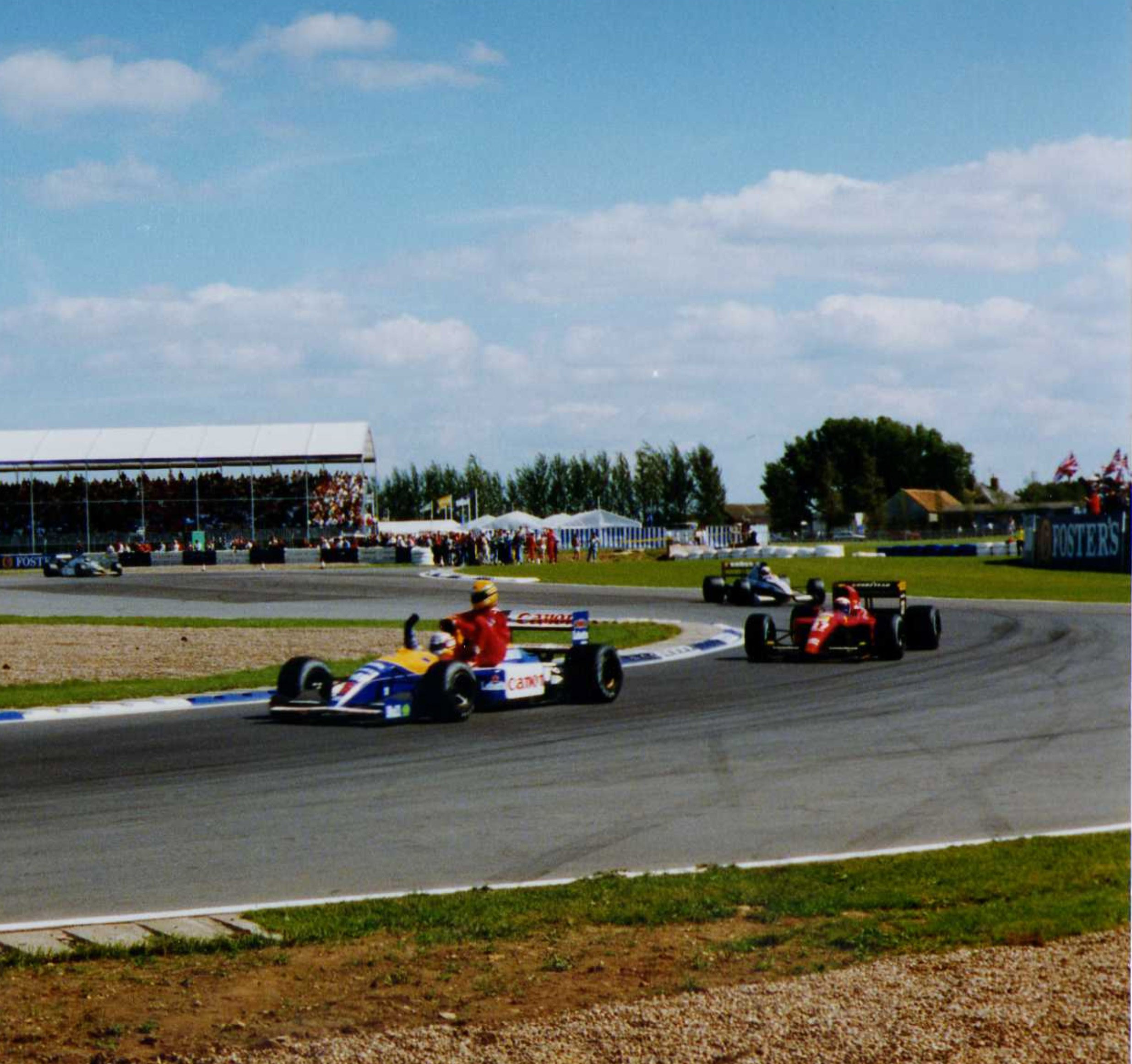
Nigel Mansell da un passaggio ad Ayrton Senna durante il giro d'onore del Gran Premio di Gran Bretagna 1991.

In Formula 1 è accaduto più volte che, durante il giro d'onore, il pilota vincitore abbia dato un passaggio all'avversario battuto e ritiratosi all'ultimo giro. Si ricorda il caso di Riccardo Patrese e Didier Pironi al Gran Premio di Monaco 1982, Nigel Mansell e Ayrton Senna al Gran Premio di Gran Bretagna 1991 (nella foto), Jean Alesi e Michael Schumacher al Gran Premio del Canada 1995, Michael Schumacher e Giancarlo Fisichella al Gran Premio di Germania 1997, Mika Häkkinen e David Coulthard al Gran Premio di Spagna 2001 e Pascal Wehrlein e Sebastian Vettel al Gran Premio della Malesia 2017.
La FIA ha impartito limitazioni ben precise su cosa può fare un pilota di Formula 1 durante il giro della vittoria. L'articolo 43.3 del "regolamento sportivo" dichiara che al termine di una gara "tutte le vetture devono procedere sul circuito direttamente verso il parco chiuso senza inutili ritardi, senza ricevere alcun tipo di oggetto e senza alcuna assistenza (tranne che da parte dei commissari di percorso, se necessario)

## Giro d'onore alla Kulwicki
Viene definito "giro d'onore alla Kulwicki", o "alla polacca", in cui il pilota guida la vettura in direzione opposta a quella di svolgimento di gara; giro che sulle piste ovali della NASCAR è in senso orario. A volte viene eseguito anche su piste stradali.

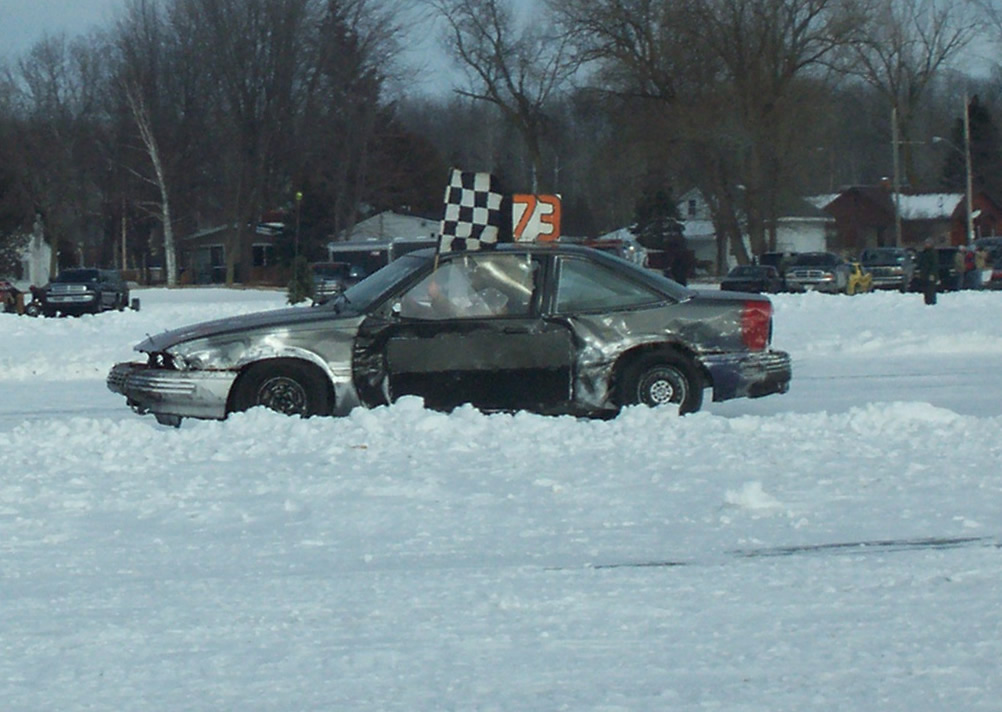
Il vincitore di una gara di automobilismo su ghiaccio esegue un giro d'onore "alla polacca" su un lago ghiacciato in Wisconsin, U.S.A.

Questo tipo di giro d'onore è comune soprattutto negli Stati Uniti, eseguito spesso nelle gare di stock car che si tengono usualmente su piste ovali percorse in senso antiorario. Una volta terminata la corsa, il pilota vincitore torna indietro verso il traguardo per ricevere la bandiera a scacchi dai commissari di pista e continua a offrendo il lato di guida rivolto verso il pubblico per tutto il giro d'onore.
Il termine fu coniato a seguito del particolare modo in cui il pilota statunitense Alan Kulwicki, di origini polacche, festeggiò la prima vittoria in carriera nel campionato NASCAR Winston Cup Series nella gara denominata Checker 500 (a Phoenix) il 6 novembre 1988. Kulwicki festeggiò quella vittoria compiendo un giro in senso orario. Un ingegnere della Ford gli diede una pacca sulla schiena e gli chiese se quello fosse un giro d'onore "alla polacca". Kulwicki festeggiò "alla polacca" un'altra gara soltanto, la "Hooters 500" del 1992. In quella, che era ultima gara del campionato 1992, Kulwicki non vinse ma arrivò secondo; tuttavia questo gli bastò per conquistare il titolo piloti di quella stagione dandogli motivo per questo festeggiamento particolare.
L'uso del termine si consolidò dopo la morte di Kulwicki, avvenuta in un incidente aereo giovedì 1º aprile 1993, nei pressi di Blountville, nel Tennessee. Qualche ora dopo l'incidente, Peter Jellen guidò l'autoarticolato dell'auto da corsa di Kulwicki in senso orario sulla Bristol Motor Speedway prima di lasciare la pista. Due giorni dopo la morte di Kulwicki, Michael Waltrip, vincitore della gara del campionato NASCAR Busch Series svoltasi a Bristol, rese omaggio al suo vecchio avversario facendo il giro d'onore alla polacca tipico di Kulwicki ma solo per metà, dichiarando poi che non voleva farlo completamente come lo faceva Kulwicki. Il giorno dopo, il vincitore della gara del campionato "NASCAR Winston Cup Series", Rusty Wallace, seguì l'esempio di Waltrip e fece un giro d'onore completo alla polacca, sia dopo quella gara, sia dopo ogni vittoria nel prosieguo della stagione 1993. Wallace, lo sponsor Miller Brewing Company, e Kulwicki, avevano lo stesso addetto stampa: Tom Roberts. Molti dei vincitori delle gare del resto della stagione 1993 resero omaggio a Kulwicki con un giro d'onore alla polacca. Il 14 novembre 1993, dopo la "Hooters 500" (Atlanta), ultima gara della stagione, Wallace, vincitore della gara e Dale Earnhardt, vincitore del titolo piloti, fecero un giro d'onore alla polacca insieme portando le bandiere #7 e #28 per commemorare rispettivamente Alan Kulwicki e Davey Allison.
Il presentatore televisivo statunitense Mike Joy vi fa spesso riferimento chiamandolo "giro d'onore alla Alan Kulwicki" in memoria del pilota scomparso e fa notare come questo tipo di giro d'onore permetta ai tifosi sulle gradinate di vedere i piloti che spesso salutano con la mano i fan e si mostrano senza casco. Joy ha fatto notare come esistano altri termini diventati noti perché associati a personaggi famosi, come il "Flap di Gurney" o la "barra (roll-bar) di Petty".
Il pilota Dale Earnhardt Jr. si esibì in un giro d'onore alla polacca dopo la vittoria alla "MBNA Cal Ripken, Jr. 400" del 2001, sulla Dover International Speedway, nella prima gara del campionato NASCAR Winston Cup, dopo gli attentati dell'11 settembre 2001, tenendo una grossa bandiera americana che fuoriusciva dal finestrino lato guida.
Kurt Busch festeggiò la vittoria a Phoenix del 2005 con un giro d'onore alla polacca. Busch aveva assistito alla sua prima gara NASCAR su quella pista e volle onorare la memoria di Kulwicki. Anche Kyle Busch fece un giro d'onore alla polacca dopo la vittoria in NASCAR Sprint Cup a Bristol, nel 2009.
Molti vincitori di gare su piste locali e vincitori di campionati hanno salutato Kulwicki con un giro d'onore alla polacca, in particolare nel suo Stato natale del Wisconsin. Il vincitore della gara del 2006 a Milwaukee (Wisconsin), Paul Menard, (anch'egli un wisconsiniano), festeggiò in questo modo la sua prima vittoria in Busch Series.

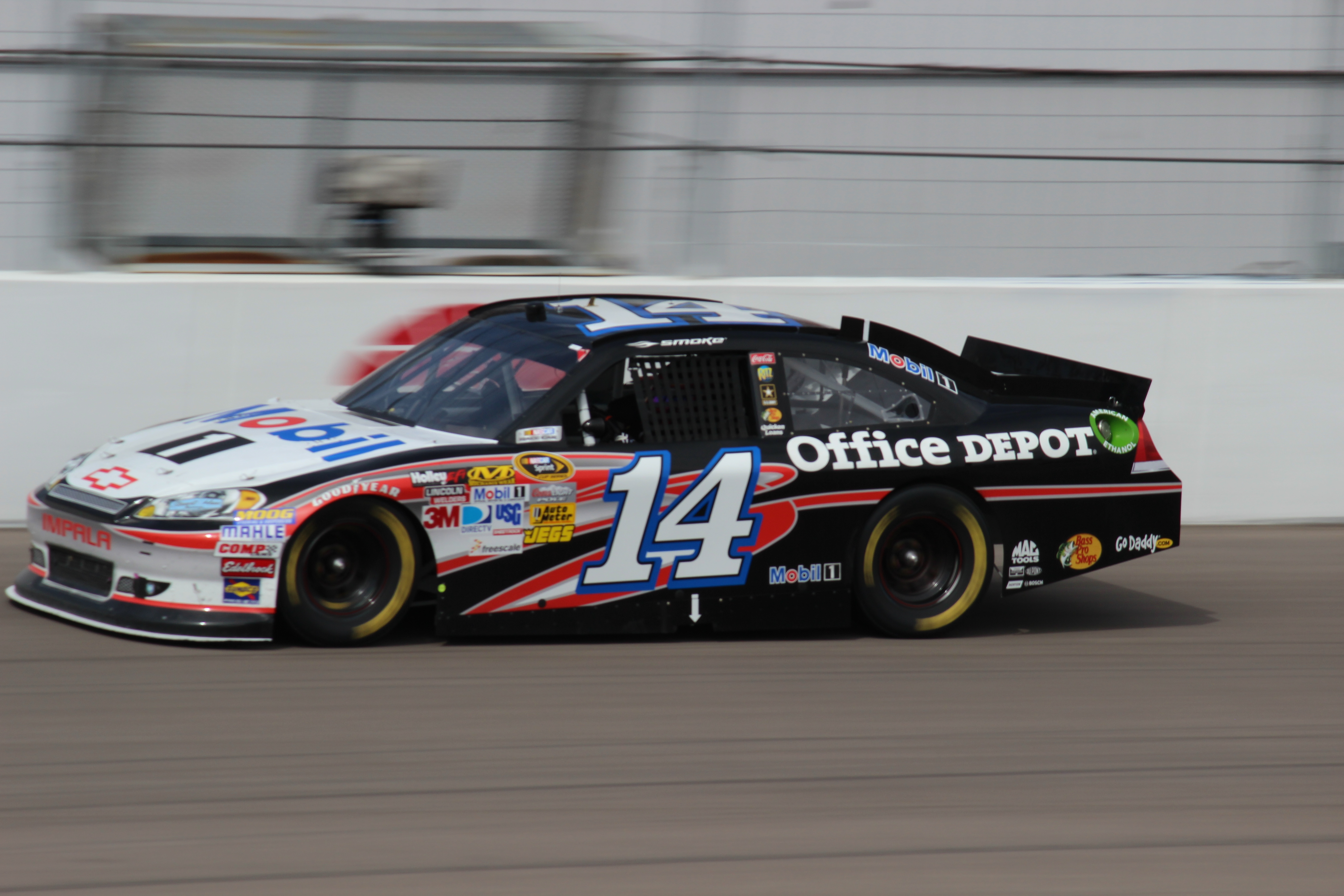
Il pilota NASCAR Tony Stewart sulla Las Vegas Motor Speedway durante la gara del 2012.

Dopo la "Kobalt Tools 400" del 2012 Tony Stewart fece un giro d'onore alla polacca dopo essere finalmente riuscito a vincere per la prima volta sulla Las Vegas Motor Speedway.

## The Unwind Lap
Kurt Busch, con la sua vittoria ad Atlanta in Sprint Cup nel 2009, girò la vettura come per fare un giro d'onore alla Kulwicki ma poi innestò la retromarcia e guidò lungo la pista all'indietro. Anche suo fratello Kyle utilizzò questo tipo di giro d'onore dopo la sua vittoria a Bristol. La pratica fu poi soprannominata "The Unwind Lap" (lett. "il giro srotolato").